# 히말라야두더지
히말라야두더지(Euroscaptor micrura)는 두더지과에 속하는 포유류의 일종이다. 부탄과 중국, 인도, 말레이시아 그리고 네팔에서 발견된다.